# Cnotliwa Zuzanna

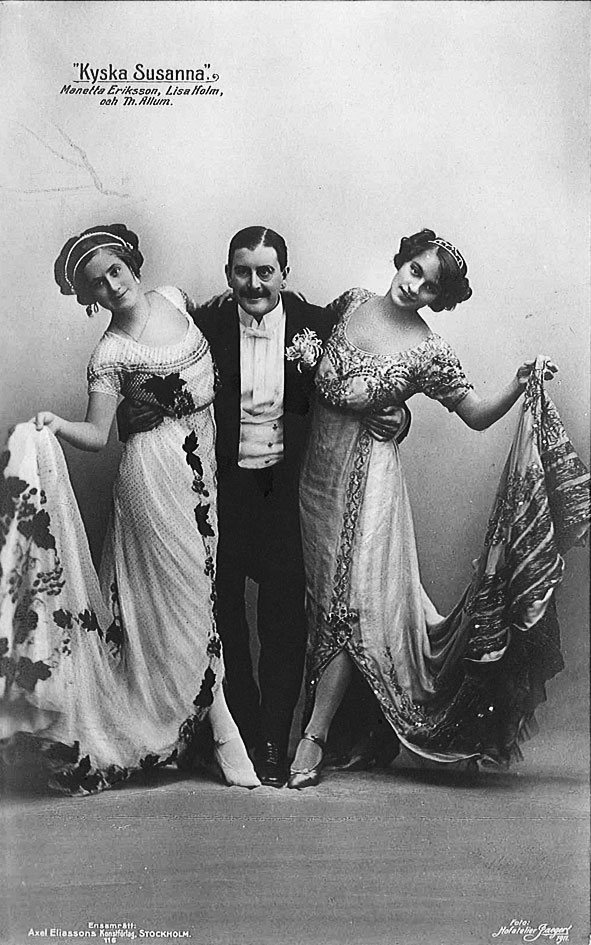
Inscenizacja z 1911 r.

Cnotliwa Zuzanna (niem. Die keusche Susanne) – operetka Jeana Gilberta w trzech aktach. Libretto zostało napisane przez Georga Okonkowsky'ego. Prapremiera odbyła się w Magdeburgu 26 lutego 1910.

## Pierwowzór
Libretto powstało według farsy Antony'ego Marsa i Maurice'a Desvalieres'a pt. Le fils à papa.

## Treść
Tematem utworu jest hipokryzja burżuazji. Tytułową bohaterką jest Zuzanna Pomarel, żona fabrykanta perfum, laureatka tzw. "Nagrody Cnoty", która wdaje się w upojną całonocną zabawę w Moulin Rouge, zakończoną interwencją policji. Wszystko jednak kończy się dobrze, a mąż Zuzanny jest przekonany, że znalazła się ona tam wyłącznie po to, by nawracać zbłąkane dziewczęta na dobra drogę.

## Cnotliwa Zuzannaw Polsce
Premiera polska odbyła się w Warszawie 9 lipca 1911. Następnie grano Cnotliwą Zuzannę m.in. w:
- Teatrze Miejskim w Bydgoszczy (1932, reż. Aleksander Olędzki)
- Teatrze Ziemi Pomorskiej w Toruniu (1936, reż. Maksymilian Cybulski)
- Teatrze 8.15 w Warszawie (1937, reż. Witold Zdzitowiecki)
- Teatrze Komedii Muzycznej "Lutnia" w Łodzi (1948, reż. Filip Kuligowski)
- Operetce Śląskiej w Gliwicach (1955, reż. Danuta Baduszkowa i Jerzy Merunowicz)
- Operetce Warszawskiej (1956, reż. Beata Artemska)
- Teatrze Muzycznym w Lublinie (1957, reż. Jan Fabian)
- Operetce Szczecińskiej Towarzystwa Miłośników Teatru Muzycznego (1957, reż. Edmund Wayda)
- Operetce Łódzkiej (1960, reż. Danuta Baduszkowa)
- Teatrze Muzycznym w Gdyni (1960, reż. Danuta Baduszkowa)
- Operetce Poznańskiej (1962, reż. Jerzy Hoffmann)
- Operetce Poznańskiej (1964, reż. Jerzy Hoffmann)
- Operze i Operetce w Krakowie (1964, reż. Zofia Weissówna)
- Operze i Operetce w Bydgoszczy (1965, reż. Zofia Weissówna)
- Operetce Dolnośląskiej we Wrocławiu (1966, reż. Igor Przegrodzki)
- Operetce Śląskiej w Gliwicach (1976, reż. Józef Słotwiński)
- Teatrze Muzycznym w Łodzi (1980, reż. Andrzej Żarnecki)
- Operetce Wrocławskiej (1983, reż. Leon Langer)
- Teatrze Muzycznym w Łodzi (1983, reż. Jerzy Nejman)
- Teatrze Muzycznym w Lublinie (1984, reż. Barbara Fijewska)
- Teatrze Muzycznym w Poznaniu (1988, reż. Józef Słotwiński).

Libretto na język polski tłumaczyli m.in. Józef Słotwiński i Kazimierz Winkler.